# 2 martie
ianuarie • februarie • martie  • aprilie  • mai  • iunie  • iulie  • august  • septembrie  • octombrie  • noiembrie  • decembrie
2 martie este a 61-a zi a calendarului gregorian și ziua a 62-a în anii bisecți. Mai sunt 304 zile până la sfârșitul anului.

## Evenimente

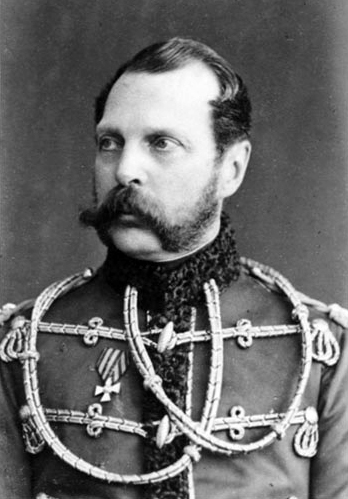
1855: Alexandru al II-lea devine țar al Rusiei

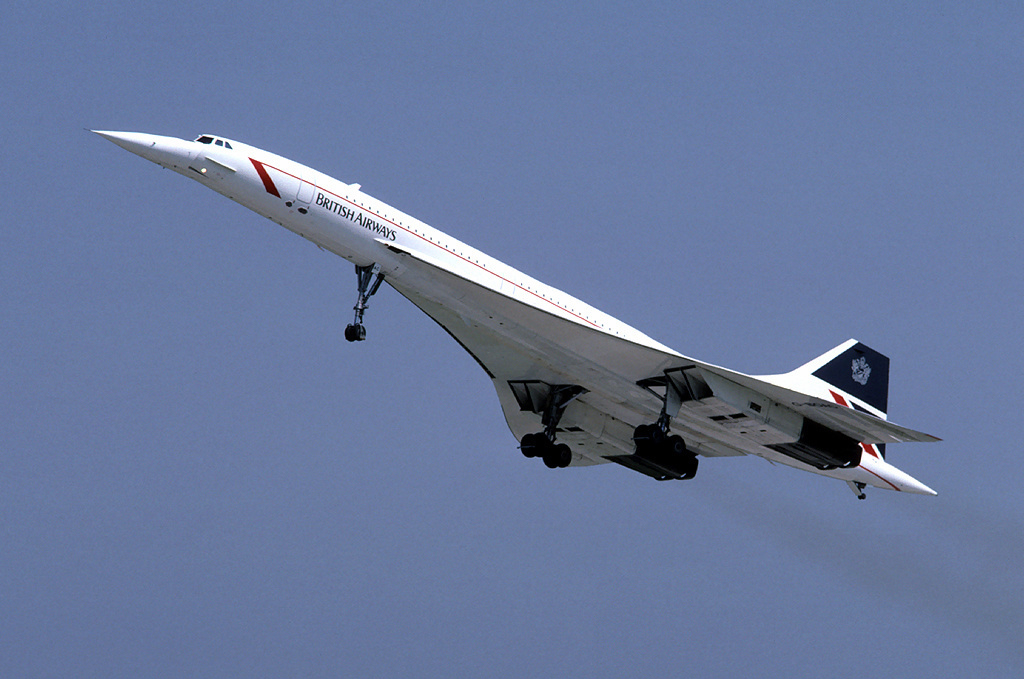
1969: Primul zbor al supersonicului franco-britanic de călători, Concorde, care va depăși viteza sunetului la 1 octombrie 1969.

- 0986: Ludovic al V-lea devine regele francilor.
- 1127: Asasinarea lui Carol cel Bun, Conte de Flandra.
- 1716: Apare lucrarea lui Dimitrie Cantemir, Descriptio Moldaviae, prima monografie geografică la români, scrisă în limba latină, la cererea Academiei din Berlin. Lucrarea este alcătuită din trei părți și este însoțită de prima hartă a Moldovei.
- 1836: Statul Texas și-a declarat independența față de Mexic, sub denumirea de Republica Texas.
- 1855: Alexandru al II-lea devine țar al Rusiei.
- 1870: A apărut, la București, revista Columna lui Traian, condusă de Bogdan Petriceicu Hașdeu.
- 1917: În urma revoluției ruse din februarie, țarul Nicolae al II-lea al Rusiei abdică în favoarea fratelui său Mihail.
- 1919: A avut loc, la Moscova, Conferința internațională a partidelor și organizațiilor comuniste. S-a creat Internaționala a III-a Comunistă.
- 1935: Regele Rama al VII-lea al Thailandei a abdicat. Noul conducător, nepotul său în vârstă de nouă ani, Rama al VIII-lea, a trăit cea mai mare parte a vieții în străinătate.
- 1939: Cardinalul Eugenio Pacelli este ales papă sub numele Pius al XII-lea.
- 1941: În urma rebeliunii legionare din 21-23 ianuarie 1941, conducătorul statului, generalul Ion Antonescu, organizează un plebiscit cu privire la politica internă. 90% dintre votanți s-au pronunțat pentru politica guvernului Antonescu și împotriva legionarilor (2 martie-5 martie 1941).
- 1946: Ho Chi Minh este ales președinte al Vietnamului de Nord.
- 1949: România comunistă: A fost adoptată legea de expropriere a moșiilor mai mari de 50 de ha.
- 1969: Primul zbor al supersonicului franco-britanic de călători, Concorde 001, care va depăși viteza sunetului la 1 octombrie 1969.
- 1972: S-a constituit Asociația Scriitorilor din București.
- 1973: Începutul retragerii trupelor americane din Vietnam (proces ce va dura până în 29 martie 1973), ca urmare a tratatului încheiat la Paris, ce încheia războiul din Vietnam (1957-1973).
- 1986: Regina Elisabeta a II-a a Marii Britanii a semnat "Australia Bill", ce reglementează relațiile politice și juridice ale Marii Britanii cu Australia.
- 1989: Brașoveanul Liviu Corneliu Babeș și-a dat foc pe pârtia Bradul din Poiana Brașov, în semn de protest față de regimul comunist.
- 1992: Începutul războiului din Transnistria.
- 1996: S-a deschis, în orașul olandez Nederweert, Galeria Christiana pentru artă plastică românească.
- 2003: Irakul afirmă că va renunța la distrugerea rachetelor Al Samoud 2 interzise în cazul în care Statele Unite lansează o ofensivă unilaterală.

## Nașteri
- 1316: Robert al II-lea al Scoției (d. 1390)
- 1459: Papa Adrian al VI-lea (d. 1523)
- 1707: Louis-Michel van Loo, pictor francez (d. 1771)
- 1746: Caroline de Hesse-Darmstadt, nobilă germană (d. 1523)
- 1756: Vincent-Marie Viénot de Vaublanc, conte de Vaublanc, om politic, scriitor francez (d. 1845)
- 1797: Étienne Mulsant, entomolog și ornitolog francez (d. 1880)
- 1805: Alexander Carl, Duce de Anhalt-Bernburg, prinț german din Casa de Ascania (d. 1863)
- 1810: Papa Leon al XIII-lea (d. 1903)

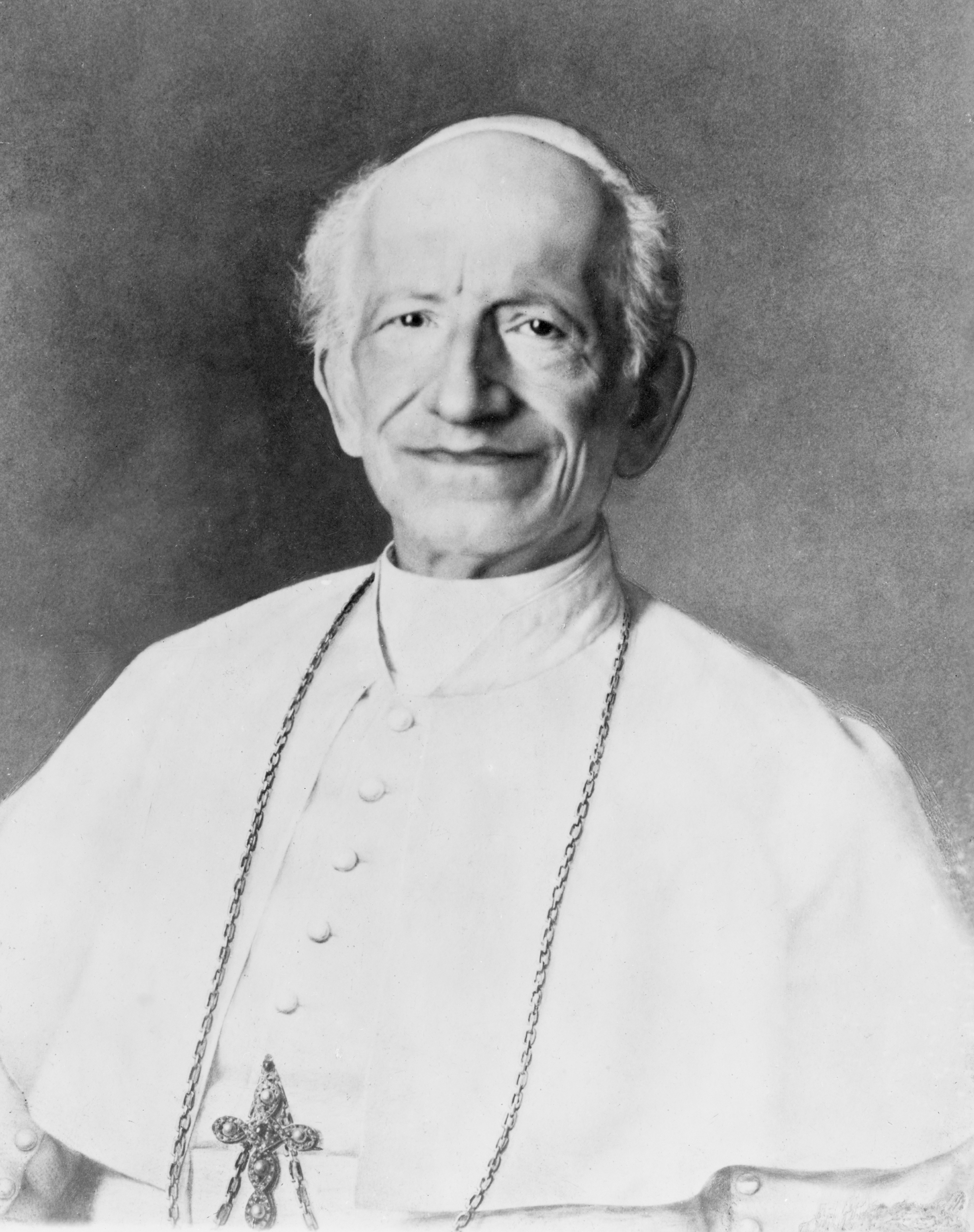
Papa Leon al XIII-lea
Radu Gyr, poet român
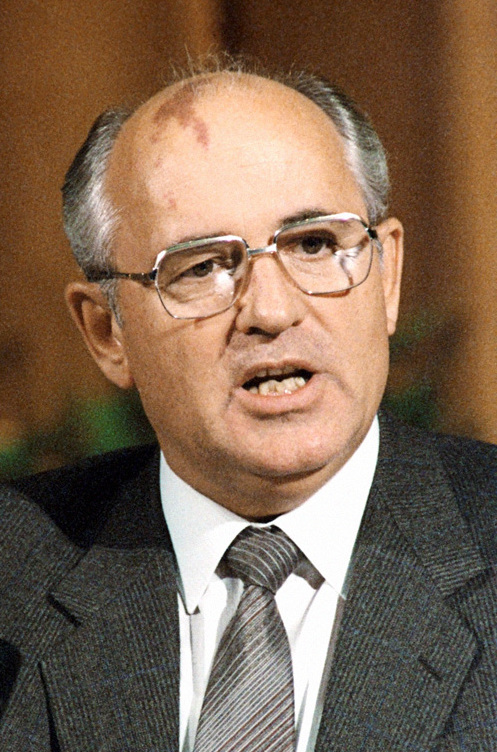
Mihail Gorbaciov, președinte al URSS, laureat Nobel

- 1817: János Arany, scriitor maghiar (d. 1882)
- 1820: Multatuli, scriitor olandez (d. 1887)
- 1824: Bedřich Smetana, compozitor și dirijor ceh (d. 1884)
- 1833: Arhiducele Joseph Karl de Austria, membru al dinastiei Habsburg (d. 1905)
- 1876: Papa Pius al XII-lea (d. 1958)
- 1876: Leonard Colebrook, iziolog și bacteriolog englez (d. 1967)
- 1895: Eugen Relgis (Siegler), poet, anarhist, romancier, sociolog, eseist (d. 1987)
- 1901: Tudor Tănăsescu, inginer, membru corespondent al Academiei Române (d. 1961)
- 1905: Radu Gyr, poet, dramaturg și eseist român (d. 1975)
- 1924: Antonín J. Liehm, scriitor, editor, traducător și publicist de origine cehă (d. 2020)
- 1930: Serghei Adamovici Kovaliov, activist și politician rus (d. 2021)
- 1931: Mihail Gorbaciov, politician rus, președinte al URSS, laureat Nobel (d. 2022)
- 1931: Emilian Drehuță, economist, editor, memorialist și autor român (d. 2011)
- 1932: Petre Ghelmez, poet român (d. 2001)
- 1937: Abdelaziz Bouteflika, om politic algerian, fost presedinte al Algeriei (d. 2021)
- 1940: Sanda Golopenția-Eretescu, lingvist, eseist român
- 1942: John Irving, romancier britanic

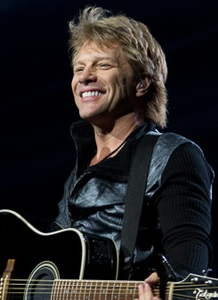
Jon Bon Jovi, muzician american
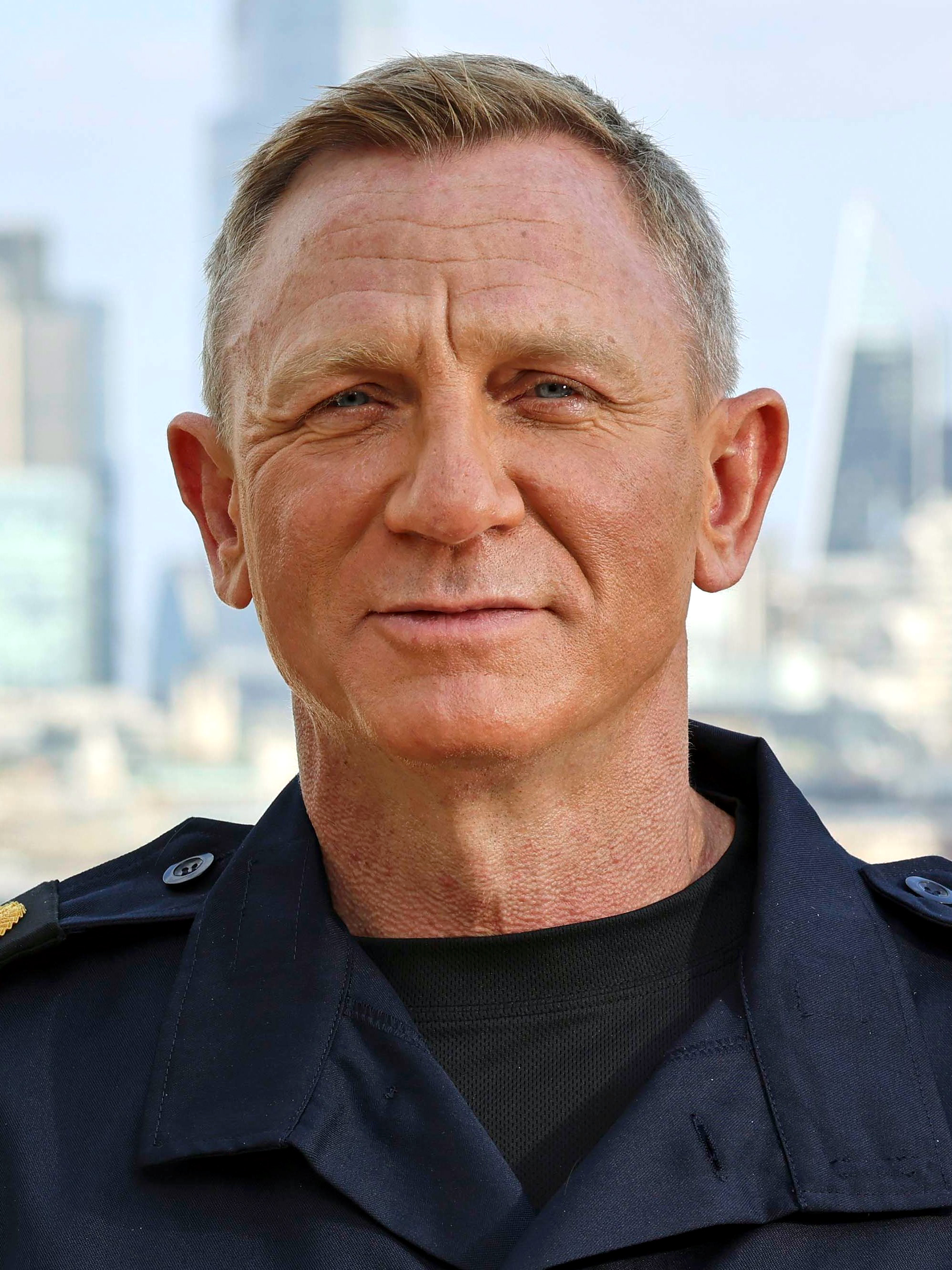
Daniel Craig, actor britanic
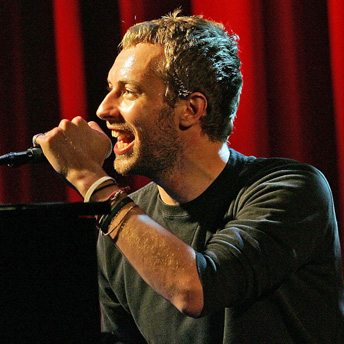
Chris Martin, muzician britanic (Coldplay)

- 1945: Nicolae Mischie, om politic român (d. 2018)
- 1945: Corneliu „Bibi” Ionescu, basist și om de afaceri român (d. 2022)
- 1949: Rory Gallagher, chitarist, cîntăreț irlandez (d. 1995)
- 1962: Jon Bon Jovi, actor, cântăreț, chitarist și compozitor american, liderul trupei Bon Jovi
- 1963: Anthony Albanese, politician australian, prim-ministru al Australiei
- 1966: Emilia Popescu, actriță română
- 1968: Daniel Craig, actor britanic
- 1977: Chris Martin, muzician britanic (Coldplay)
- 1981: Bryce Dallas Howard, actriță și regizoare americană
- 1989: Zie Diabate, fotbalist ivorian
- 1994: Maren Aardahl, handbalistă norvegiană
- 1997: Becky G, actriță și cântăreață americană
- 1998: Jasper Philipsen, ciclist belgian
- 2016: Oscar, Duce de Skåne, fiul cel mic al Prințesei Moștenitoare Victoria a Suediei

## Decese
- 0986: Lothar al Franței, rege al Franciei Occidentale (n. 941)
- 1769: Péter Bod, istoric secui (n. 1712)
- 1619: Ana a Danemarcei, soția lui Iacob I al Angliei (n. 1574)
- 1855: Nicolae I al Rusiei, țar (n. 1796)
- 1895: Berthe Morisot, pictoriță franceză (n. 1841)
- 1916: Regina Elisabeta (n. Elisabeth Pauline Ottilie Luise zu Wied), soția regelui Carol I al României (n. 1843)

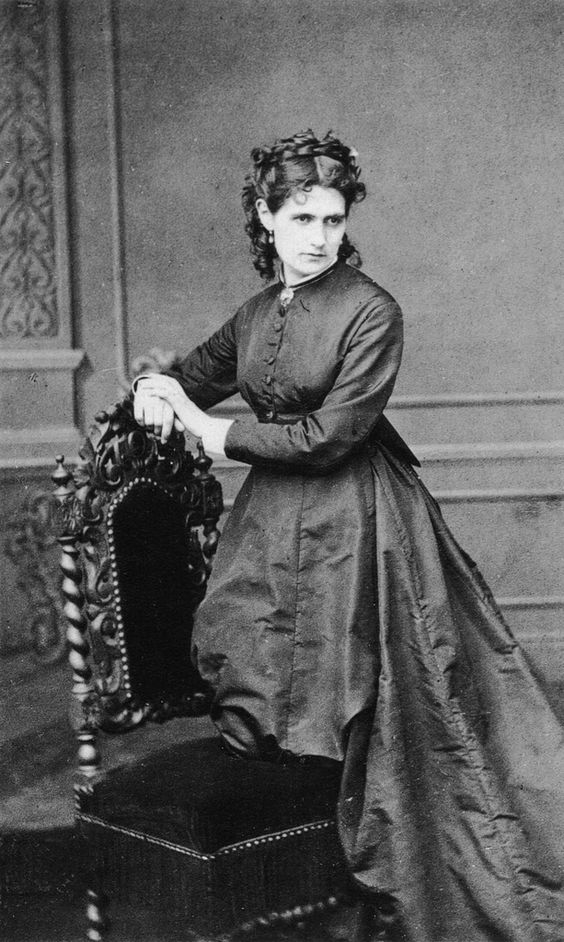
Berthe Morisot, pictoriță franceză
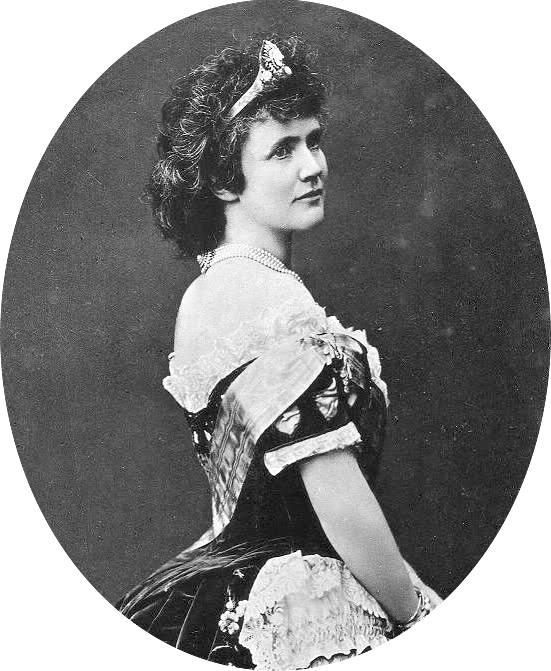
Regina Elisabeta a României
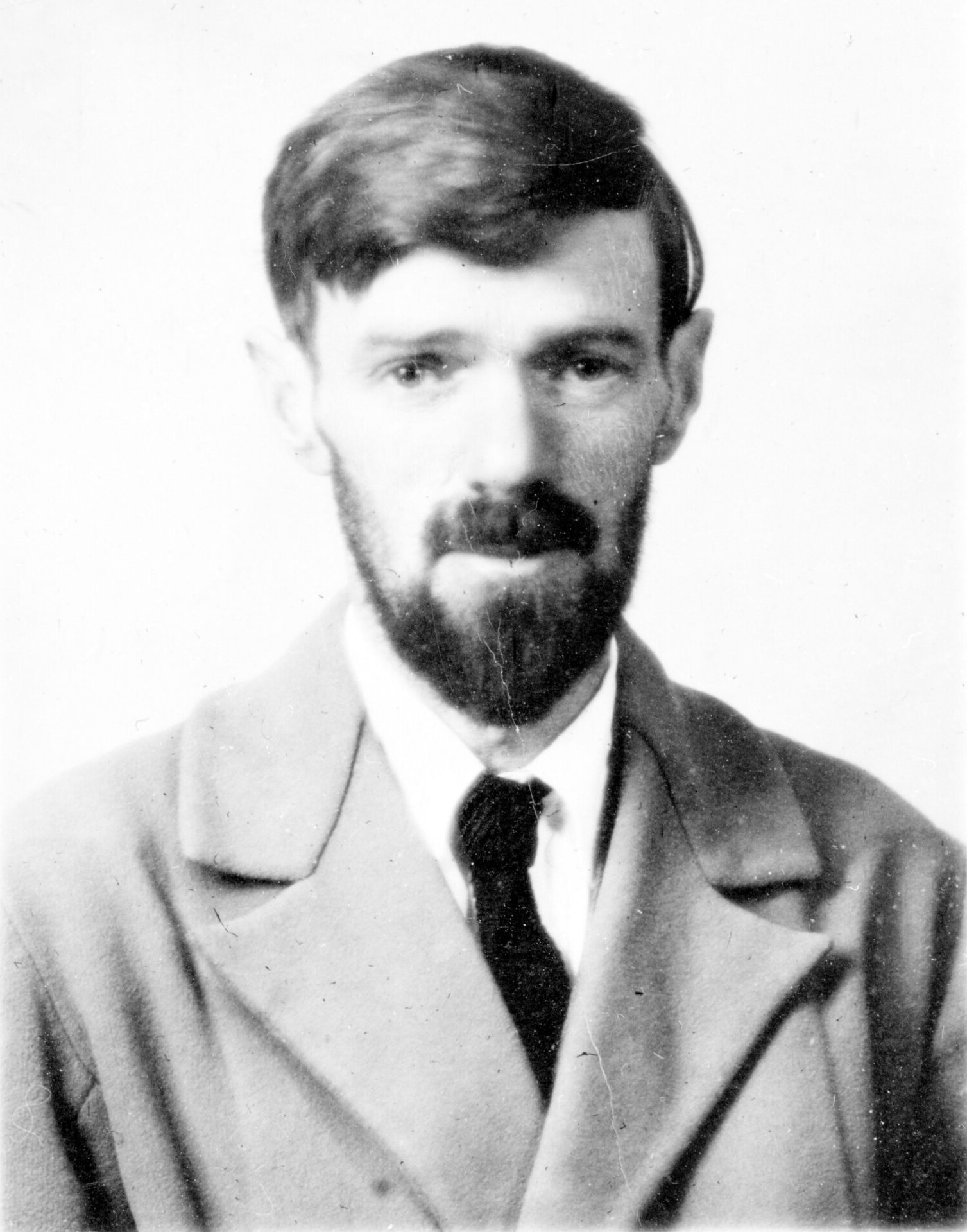
D. H. Lawrence, prozator britanic

- 1936: Alexandru Ciura, prozator și publicist român (n. 1876)
- 1930: D. H. Lawrence, prozator, eseist, poet britanic (n. 1885)
- 1936: Prințesa Victoria Melita de Saxa-Coburg și Gotha, sora reginei Maria a României (n. 1876)
- 1939: Howard Carter, arheolog, egiptolog englez (n. 1873)
- 1945: Engelmar Unzeitig, deținut politic german, fericit catolic (n. 1911)
- 1964: Nicolae Vasilescu-Karpen, fizician și inventator român (n. 1870)
- 1968: Grigore Nandriș, filolog, lingvist și memorialist român, profesor la Cernăuți, București, Londra și Oxford (n. 1895)
- 1982: Philip K. Dick, scriitor american (n. 1928)
- 1989: Liviu Cornel Babeș, protestatar anticomunist (n. 1942)
- 1991: Serge Gainsbourg, interpret francez de muzică pop (n. 1928)
- 1995: Gusztáv Abafáy, scriitor și istoric literar maghiar (n. 1901)
- 1998: Lucien Bodard, jurnalist și scriitor francez, câștigător al Premiului Goncourt în 1981 (n. 1914)
- 2007: Henri Troyat, scriitor francez (n. 1911)
- 2016: Janusz Bolonek, nunțiu apostolic în România (n. 1938)
- 2016: Prințul Johann Georg de Hohenzollern (n. 1932)
- 2020: Farrell McElgunn, om politic irlandez (n. 1932)
- 2024: Dinu Săraru, romancier român (n. 1932)
- 2025: Buvaisar Saitiev, luptător rus de origine cecenă (n. 1975)

## Sărbători
- Sf. Sfințit Mc. Teodot; Sf. Mc. Isihie și Nestor (calendar bizantin)
- Sf. Chad de Lichfield; Fer. Engelmar Unzeitig (calendar latin)